# Morc
Morc o Morcus (en llatí Morcus, en grec antic Μόρκος) fou un oficial militar il·liri que l'any 168 aC va ser enviat pel seu rei, Gentius, a recollir els diners i els ostatges que li entregava Perseu de Macedònia a canvi de la seva ajuda en la guerra contra Roma.
Després d'anar a la cort macedònia, va anar a l'illa Rodes on es va allotjar al Pritaneu i va convèncer els rodis de mantenir-se neutrals a la resta de la guerra entre Macedònia, Il·líria i Roma, segons diuen Polibi i Titus Livi.